# 신나라시노역
신나라시노역(일본어: 新習志野駅, しんならしのえき)은 일본 지바현 나라시노시에 있는 철도역이다.

## 타는 곳
| 1 | ■ 게이요 선   | 가이힌마쿠하리・소가 방면                                        |
| 2 | ■ 게이요 선   | 가이힌마쿠하리・소가 방면(대피선・당역출발)                      |
| 2 | ■ 게이요 선   | 신키바・도쿄 방면(출발)                                          |
| 2 | ■ 무사시노 선 | 니시후나바시・신마쓰도・무사시우라와・후추혼마치 방면(당역 출발) |
| 3 | ■ 게이요 선   | 신키바・도쿄 방면(대피・출발)                                    |
| 3 | ■ 무사시노 선 | 니시후나바시・신마쓰도・무사시우라와・후추혼마치 방면(당역 출발) |
| 4 | ■ 게이요 선   | 신키바・도쿄 방면                                                |
| 4 | ■ 무사시노 선 | 니시후나바시・신마쓰도・무사시우라와・후추혼마치 방면            |

## 역세권 정보
- 게이요 차량 센터
- 국도 357호선
- 히가시칸토 자동차도 완간나라시노 나들목, 완간마쿠하리 휴게소

## 역사
- 1986년 3월 3일: 영업 개시.

## 인접역
| 동일본 여객철도 ■ 게이요 선 | 동일본 여객철도 ■ 게이요 선 | 동일본 여객철도 ■ 게이요 선 |
| --------------------------- | --------------------------- | --------------------------- |
| 미나미후나바시 도쿄 방면    | 각역정차 무사시노 선 열차   | 마쿠하리토요스나 소가 방면  |